# Jean-Marie Bockel

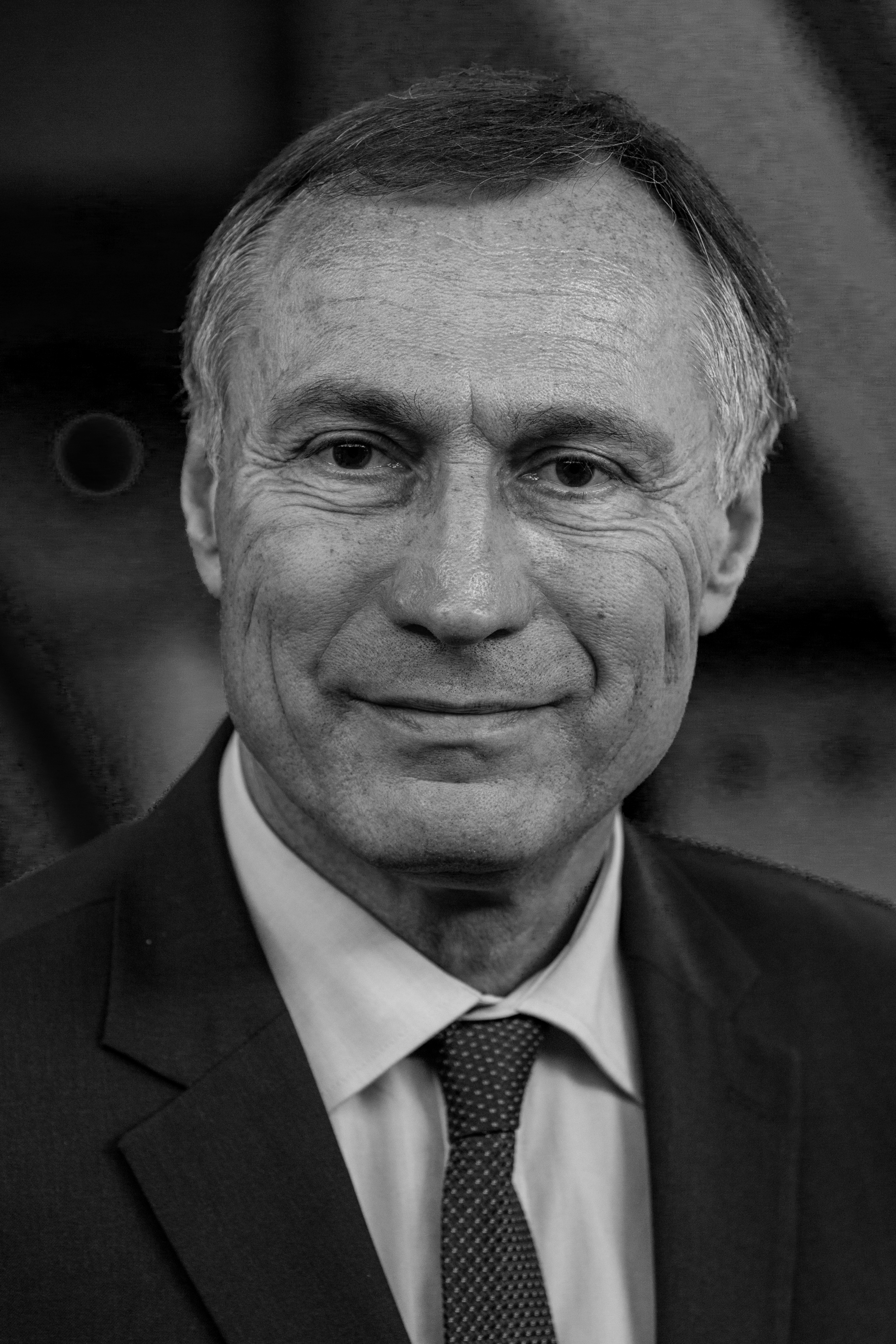
Jean-Marie Bockel, 2014

Jean-Marie Bockel (* 22. Juni 1950 in Straßburg) ist ein französischer Politiker (PS, LGM, UDI). Er war von 2004 bis 2007 und ist erneut seit 2010 Mitglied des französischen Senats. Von 1989 bis 2010 war er Bürgermeister von Mülhausen, von 2007 bis 2017 Vorsitzender der Partei La Gauche moderne.

## Leben
Bockel wuchs in der Kleinstadt Thann im südlichen Elsass auf. Er studierte Rechtswissenschaften an der Universität Straßburg und war nach seinem Maîtrise-Abschluss ab 1976 als Rechtsanwalt tätig.
Er trat 1973 der Parti socialiste (PS) bei und wurde 1974 Sekretär der sozialistischen Jugendorganisation Jeunes Socialistes im Département Haut-Rhin. Er stand zunächst dem Centre d'études, de recherches et d'éducation socialiste (CERES) von Jean-Pierre Chevènement nahe, das zum linken Flügel der PS zählte. Bei der Parlamentswahl 1981 wurde Bockel zum Abgeordneten des 4. Wahlkreises von Haut-Rhin in der Nationalversammlung gewählt. In dieser Position löste er den ehemaligen Mülhäuser Bürgermeister Émile Muller (UDF) ab. Von 1982 bis 1989 gehörte Bockel dem Generalrat des Départements Haut-Rhin an. Bei der Kommunalwahl 1983 trat er in Mülhausen (Mulhouse) als Bürgermeisterkandidat der PS an, unterlag aber mit 37,7 % dem Amtsinhaber Joseph Klifa von der bürgerlichen UDF.
Im Kabinett Fabius war Bockel von Juli 1984 bis Februar 1986 Staatssekretär für Handel. In Nachfolge des ins Justizministerium gewechselten Michel Crépeau war Bockel von Februar bis März 1986 Minister für Handel, Handwerk und Tourismus. Nach dem Regierungswechsel war er von 1986 bis 1993 erneut Mitglied der Nationalversammlung, diesmal als Abgeordneter des 5. Wahlkreises von Haut-Rhin. 1987 wurde er Sprecher der von Jean-Pierre Chevènement geführten linken Strömung « Socialisme et République » innerhalb der PS.
Bei der Kommunalwahl 1989 besiegte Bockel den Amtsinhaber Joseph Klifa mit 37,4 zu 34,4 Prozent und wurde Bürgermeister der elsässischen Großstadt Mülhausen. Infolge des Erdrutschsiegs der Mitte-rechts-Parteien bei der Parlamentswahl 1993 verlor Bockel seinen Sitz in der Nationalversammlung an den UDF-Vertreter Klifa. Bei der Bürgermeisterwahl 1995 wurde Bockel hingegen mit 53,1 % im zweiten Wahlgang wiedergewählt. Zudem gewann er sein Abgeordnetenmandat 1997 zurück und saß bis 2002 erneut in der Nationalversammlung. Bockel kritisierte ab Ende der 1990er-Jahre das Festhalten der PS an sozialistischer Umverteilungspolitik und strebte eine liberale Sozialpolitik nach dem Vorbild von Tony Blair oder Gerhard Schröder an. Er veröffentlichte 1999 die Schrift La 3ème gauche, petit manifeste social libéral („Die dritte Linke, kleines sozialliberales Manifest“).
Im März 2001 wurde Bockel mit 52,35 % im zweiten Wahlgang für eine weitere Amtszeit als Bürgermeister von Mülhausen bestätigt. Von 2001 bis 2004 war er zudem Präsident des Gemeindeverbandes Communauté d’agglomération Mulhouse Sud-Alsace (CAMSA), zu dem Mülhausen und umliegende Gemeinden gehörten, sowie von 2001 bis 2007 Präsident der Association des maires de grandes villes de France (Verband der Bürgermeister französischer Großstädte). Von 2004 bis 2007 vertrat er das Département Haut-Rhin im französischen Senat. Beim PS-Parteitag in Le Mans im November 2005 brachte er den Leitantrag „Für einen liberalen Sozialismus“ ein, der jedoch nur von 0,64 % der Delegierten unterstützt wurde.

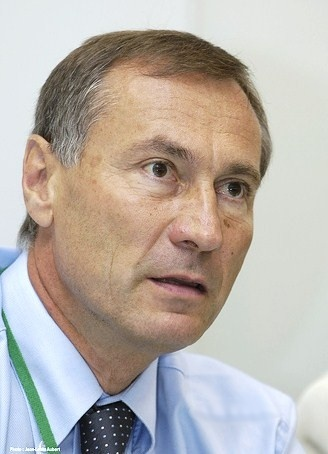
Bockel im Jahr 2007

Nach der Wahl Nicolas Sarkozys von der konservativen UMP zum Staatspräsidenten gehörte Bockel – neben Bernard Kouchner – zu den wenigen PS-Politikern, die Sarkozys Angebot einer ouverture („Öffnung“) seiner Mitte-rechts-Regierung für Vertreter des linken Lagers annahmen. Er wurde im Juni 2007 zum Staatssekretär für Zusammenarbeit und Frankophonie im Außenministerium ernannt (das Kouchner führte) und gehörte damit dem Kabinett Fillon II an. Wie Kouchner wurde Bockel daraufhin aus der PS ausgeschlossen. Im September 2007 gründete er die sozialliberale Partei La Gauche moderne („Die moderne Linke“).
Nach diesem politischen Seitenwechsel wurde er bei der Mülhäuser Bürgermeisterwahl im März 2008 von den Mitte-rechts-Parteien unterstützt und mit 43,2 % im zweiten Wahlgang wiedergewählt. Nach der Kabinettsumbildung im selben Monat war er zudem Staatssekretär für Verteidigung und Veteranen (unter dem Verteidigungsminister Hervé Morin). Im Juni 2009 wechselte er als Staatssekretär ins Justizministerium (unter der Ministerin Michèle Alliot-Marie), dieses Amt hatte er bis November 2010 inne.
Im Mai 2010 trat Bockel als Bürgermeister von Mülhausen zurück. Er blieb jedoch Mitglied des Gemeinderats und wurde zudem Präsident des Gemeindeverbands Mulhouse Alsace Agglomération (Nachfolgerin der CAMSA). Im Dezember 2010 wurde er erneut als Vertreter des Départements Haut-Rhin in den Senat gewählt. Dort saß er zunächst in der Fraktion Rassemblement démocratique et social européen (RDSE), die sich in der politischen Mitte positioniert. Im Juni 2011 gründete Bockels Partei LGM gemeinsam mit der Parti radical valoisien von Jean-Louis Borloo, dem Nouveau Centre von Hervé Morin und der Convention démocrate von Hervé de Charette die Alliance républicaine, écologiste et sociale (ARES), einen Zusammenschluss kleiner Parteien der bürgerlichen Mitte, die zuvor mit der konservativen UMP assoziiert gewesen waren. Anschließend wechselte er in die Senatsfraktion Union centriste (et républicaine).
Von 2012 bis 2015 war Bockel französischer Vertreter in der Parlamentarischen Versammlung des Europarates. Außerdem ist er seit 2012 ein Delegierter Frankreichs in der Parlamentarischen Versammlung der NATO. Bei der Präsidentschaftswahl 2012 setzte er sich für eine Wiederwahl Sarkozys ein (der jedoch dem Sozialisten François Hollande unterlag). Aus der ARES ging im Herbst 2012 die Union des démocrates et indépendants (UDI) hervor, der Bockel seither angehört. Er ist Vorsitzender des UDI-Verbands im Département Haut-Rhin. Im September 2017 trat er als Vorsitzender der Partei La Gauche moderne zurück.